# Roman Anton
Roman Anton (* 20. července 1968) je český podnikatel a bodyguard.

## Život
Po ukončení střední školy nastoupil k armádě tehdejšího Československa, odkud odešel v září roku 1989. Po listopadové sametové revoluci, která otevřela prostor pro svobodné podnikání se Roman Anton nejdříve hlásil k Policii ČR s tím, že měl zájem o službu v Útvaru rychlého nasazení (URNA). K tomu však nakonec nedošlo, neboť rozvíjející se podnikatelské prostředí zvýšilo poptávku po službách osobních strážců a bodyguardů.

## Odbornost
Vzhledem k tomu, že měl vojenský výcvik se specializací na boj z blízka, kvalifikaci Střelec a zároveň se aktivně věnoval bojovým sportům, byl osloven k tomu, aby se stal bodyguardem jistého movitého podnikatele. V nově vzniklém oboru se brzy uchytil natolik, že se rozhodl vybudovat si i profesní zázemí jako bodyguard a tak v letech 1993–1995 navštívil několik zahraničních výcvikových stáží se specializací právě na výcvik osobních strážců. Absolvování každého takového výcviku bylo zakončeno zkouškou a vydáním certifikátu o jejím úspěšném složení.
V devadesátých letech začal Roman Anton pracovat jako osobní strážce nejen podnikatelů, ale také světově známých osobností. Mezi jeho klienty patřily hvězdy jako Arnold Schwarzenegger, Tina Turner, Michael Jackson, nebo Karel Gott a Lucie Bílá.

## Kniha Zpověď Bodyguarda
V roce 2021 vydal knihu vzpomínek na toto období, která vypráví příběhy prožité po boku slavných osobností, jako jejich bodyguard.
Kniha má název Zpověď Bodyguarda a jsou v ní popsány začátky práce osobního strážce, výcvik a první klientela. Dále pak především zkušenosti a zážitky z období práce bodyguarda světově známých osobností, herců, zpěváků, podnikatelů, bankéřů atd.
Výjimečná je kniha mimo jiné i tím, že její rukopis četl v němčině přímo Arnold Schwarzenegger a líbila se mu natolik, že souhlasil, aby se Muzeum Arnolda Schwarzeneggera v rakouském Thalu stalo partnerem knihy. Proto každý kdo si knihu koupí získává zároveň voucher na volný vstup do tohoto muzea zcela zdarma. Jedná se o zatím jedinou knihu na světě, které se této výsady dostalo.
Kniha je v současné době v prodeji v Čechách i na Slovensku, nicméně připravuje se její vydání v Německu a Polsku.